# ويلسون غودفري هارفي
ويلسون غودفري هارفي (بالإنجليزية: Wilson Godfrey Harvey)‏ هو سياسي أمريكي، ولد في 8 سبتمبر 1866 في تشارلستون في الولايات المتحدة، وتوفي في 7 أكتوبر 1932 في تامبا في الولايات المتحدة. حزبياً، نشط في الحزب الديمقراطي. وقد انتخب حاكم كارولينا الجنوبية ‏ (20 مايو 1922 – 16 يناير 1923).